# 손호균
손호균(孫鎬鈞, 1963년 7월 5일 ~ )은 대한민국의 배우이다.

## 생애
한때 손청이라는 예명으로도 활동한 그는 1984년 1월 북아메리카 미국으로 이민 하여 미국 로스앤젤레스 연극배우 첫 데뷔 하여 2년후 1986년 아시아 대한민국 연극배우 첫 데뷔 바뀌고 이전 하였고 1990년 영화 《장군의 아들》의 조연으로 영화배우 데뷔하였으며 이듬해 1991년 KBS 한국방송공사 공채 탤런트 14기로 정식 데뷔하였다.

## 출연작

### 영화
- 1990년 《장군의 아들》 - 니토류 무사시 역
- 1990년 《꼭지딴》
- 1991년 《개벽》 - 김개남 역
- 1991년 《제5의 사나이》
- 1991년 《테레사의 연인》
- 1995년 《총잡이》 - 총알택시 운전수 역
- 1999년 《쉬리》 - 무기거래업자 임봉주 역
- 2003년 《나비》 - 보스 역
- 2017년 《비스티걸스》 - 왕 회장 역

### 시트콤
- 《뻥꽝》 (2019년, FTV)

### 텔레비전 드라마
- 《스캔들》 (2024년, KBS2) - 특별 출연 (문정인 내연남 임대웅 역)
- 《장영실》 (2016년, KBS1) - 장기배 역
- 《징비록》 (2015년, KBS1) - 조승훈 역
- 《로비스트》 (2007년, SBS) - 국군기무사령관 해군 제독 이태준 중장 역
- 《키드 갱》 (2007년, OCN) - 보스
- 《하얀거탑》 (2007년, MBC) - 명인대학교병원 흉부외과 과장 유정진 역
- 《연개소문》 (2006년, SBS) - 장형 역
- 《서울 1945》 (2006년, KBS1) - 남로당 요인 역
- 《주몽》 (2006년, MBC) - 대장군 적치 역
- 《제5공화국》 (2005년, MBC) - 대통령 비서실 정무수석비서관 최병렬 역
- 《토지》 (2004년, SBS) - 김강쇠 역
- 《불멸의 이순신》 (2004년, KBS1) - 유정 역
- 《영웅시대》 (2004년, MBC) - 제4대 중앙정보부장 김형욱 역
- 《2004 인간시장》 (2004년, SBS) - 곰 역
- 《태양의 남쪽》 (2003년, SBS)
- 《무인시대》 (2003년, KBS1) - 이춘부 역
- 《이것이 인생이다》 (2003년 KBS1) - 출연
- 《역사극장》 (2003년, EBS)
- 《야인시대》 (2002년, SBS) - 이석재, 상하이 박 역[1]
- 《역사탐구 과거와의 대화》 (2002년, EBS)
- 《이 부부가 사는 법》 (2002년, SBS) - 노지식 역
- 《태조 왕건》 (2000년, KBS1) - 원회 역
- 《덕이》 (2000년, SBS)
- 《순풍산부인과》 (1999년, SBS) - 김정현을 취조하는 경찰경장
- 《백야 3.98》 (1998년, SBS) - 평양 건달 야스다 역
- 《왕과 비》 (1998년, KBS1) - 양정 역
- 《프로젝트》 (1996년, KBS2)
- 《컬러 제1화 (화이트)》 (1996년, KBS2)
- 《전설의 고향》 (1996년, KBS2)
- 《임꺽정》 (1996년, SBS) - 길막봉 역
- 《용의 눈물》 (1996년, KBS1) - 남재 역
- 《목욕탕집 남자들》 (1995년, KBS2) - 천상규 역
- 《찬란한 여명》 (1995년, KBS1) - 원세개 역 / 1회 천주교 탄압 관리 역
- 《바람은 불어도》 (1995년, KBS1)
- 《모래시계》 (1995년, SBS)
- 《한명회》 (1994년, KBS2) - 유자광 역
- 《청춘극장》 (1993년, KBS2) - 최달근 역
- 《신 손자병법》 (1993년, KBS2)
- 《대추나무 사랑걸렸네》(1993년, KBS 1TV)
- 《떠도는 혼》(1993년, KBS 1TV)
- 《베스트극장》 (1993년, MBC)
- 《대추나무 사랑걸렸네》 (1992년, KBS2)
- 《삼국기》 (1992년, KBS2) - 지수신, 대장 역
- 《아스팔트 내 고향》 (1991년, KBS2)

## 경력
- 서울예전 연극과 졸업후 1986년부터 연극활동을 시작
- 1991년 KBS 탤런트 14기로 입문
- 2012년 서울지방경찰청 명예 경찰 위촉 (경위)